# Ercheia zura
Ercheia zura là một loài bướm đêm trong họ Noctuidae.